# 汉口西门子洋行大楼
汉口西门子洋行大楼，又称汉口电报局大楼、天津街电报大厦，位于中华人民共和国湖北省武汉市江岸区中山大道与天津路交汇处，紧挨汉口电话局大楼。建筑由当时汉口电信电话事业巨頭德商西门子洋行（英語：Siemens China Co.）建造，建造完毕后由西门子洋行与汉口电报局共用大楼。此后建筑毁于抗日战争期间的美军轰炸，现时所存在的建筑为1946年依照旧时建筑重建。现大楼为武汉市文物保护单位。

## 歷史

### 西门子洋行与早期汉口电信电话事业
汉口开埠后，随即开启了城市近代化历程。在此过程中，大批中外商人来到汉口开工厂、办银行，而德商西门子洋行便在此时进入汉口，起初经营一些电气器械、工程材料业务。此后西门子洋行借助行业优势，逐渐在汉口电信电话行业中居于领先地位。

### 大樓历史
西门子洋行遂选定在汉口英租界湖北街（今中山大道）与天津街（今天津路）交汇处修建大楼，1920年建成。建筑建成后汉口电报局亦迁入办公，当时建筑对街主楼及靠近天津路一翼为汉口电报局所在，而靠近中山大道一翼为西门子洋行所在。1938年10月武汉三镇沦陷后，西门子洋行大楼内的一切通讯设备由华中电气通信股份有限公司接管。1944年汉口大空袭期间，大楼成为美军攻击目标之一，建筑及内部设备全部毁于轰炸，在战后的1946年，建筑得以依照原样重建。此后建筑作为中华民国交通部武汉电信局的单位办公楼使用，武汉被解放军攻下前夕，国军欲拆毁楼内无法搬迁的设备，在中共地下党的帮助下，成功将电信局局长策反，并带领全局职工保护了设备。1949年后一度为武汉市电信局办公楼，现为中国电信江岸区分公司办公楼。

## 建筑概览
该大楼全高4层，主体为钢筋混凝土结构，1920年初建建筑由汉协盛营造厂承建，1946年重建建筑由永年营造厂承建。建筑整体紧挨汉口电话局大楼修建以方便业务合作。大楼外立面由汉阳所产的铁砂砖覆盖砌筑，整体采用古典三段式结构，但并未采用古典柱式结构对外立面进行装饰，而是直接采用简约线条展现外立面层次。两翼沿两条道路铺开，中间主楼底层作营业大厅事业，并以磨花石作为地板。总体建筑既有古典主义美感亦有现代风格的简约。

## 建筑保护
1993年7月28日，大楼以“西门子洋行（德）”的名义被武汉市人民政府列为第一批武汉市优秀历史建筑。
1998年5月27日，大楼以“汉口西门子洋行旧址”的名义被武汉市人民政府列为第四批武汉市文物保护单位。
大楼作为文物的保护范围：汉口电话局旧址与汉口西门子洋行旧址实行联体保护，东至西门子洋行旧址东侧以外20米，南、西至相邻规划道路红线，北至合作路南侧规划道路红线。
大楼作为文物的建设控制地带：汉口电话局旧址、汉口西门子洋行旧址与汉口水塔、盐业银行大楼、美最时洋行大楼实行联体控制，东至中山大道东侧规划道路红线以东60米，南至前进五路，西至中山大道西侧规划道路红线以西50米，北至一元路。